# Michael Cavendish
Pour les articles homonymes, voir Cavendish.
Michael Cavendish (vers 1565 - 1628) est un compositeur anglais de musique classique des ére élizabethaine et jacobéenne.
Prétendument petit-fils de Bess de Hardwick et cousin germain d'Arabella Stuart [Il est improbable qu'il soit le petit-fils de Bess de Hardwick. S'il est né vers 1565, c'est bien avant qu'aucun des enfants de Bess n'aient eux-mêmes des enfants], il passe l'essentiel de son temps à la cour et pendant un temps est compositeur du futur roi Charles Ier d'Angleterre. En 1598 il publie un ensemble de chants avec accompagnement de luth intitulé Ayres in Tabletorie. Il collabore également avec Thomas Morley. Son madrigal Come gentle Swains est inclus dans la collection The Triumphs of Oriana.

## Source de la traduction
- (en) Cet article est partiellement ou en totalité issu de l’article de Wikipédia en anglais intitulé « Michael Cavendish » (voir la liste des auteurs).